# Bavaria (estàtua)

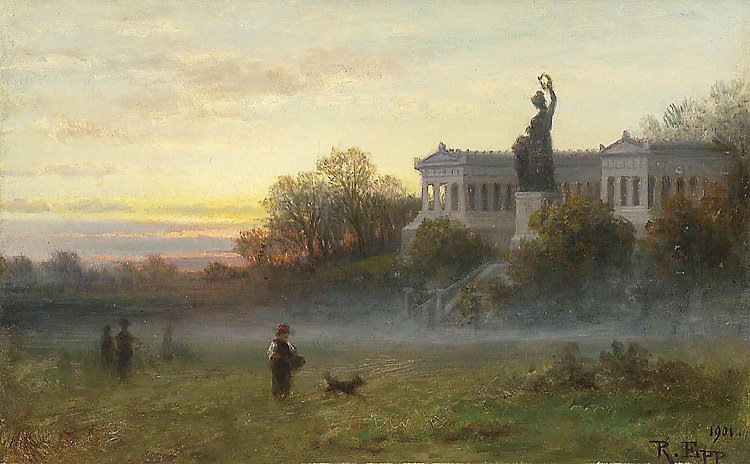
Rudolf Epp: Bavaria i la Theresienwiese a Múnic (cap a 1900)

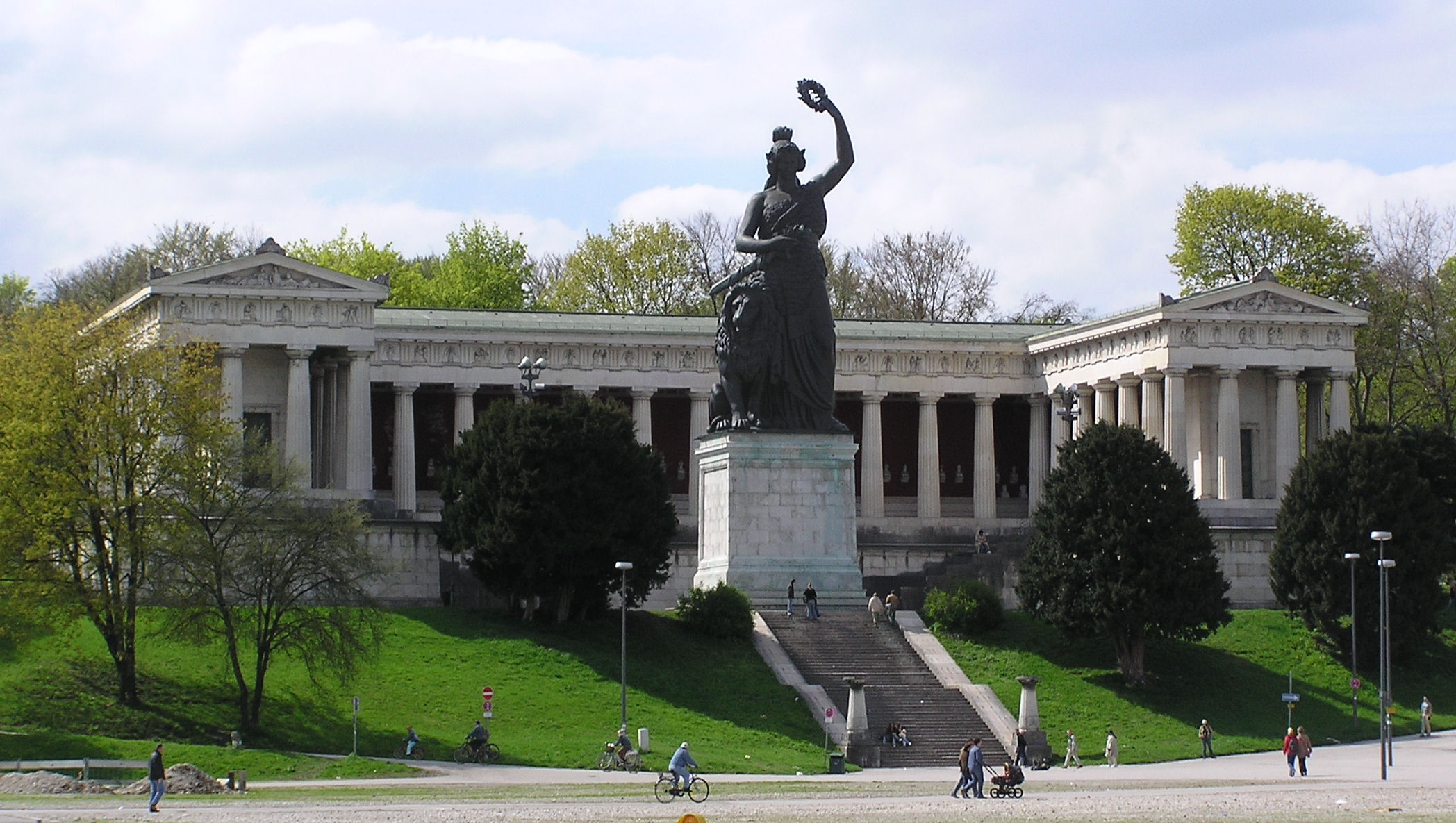
Bavaria amb Ruhmeshalle

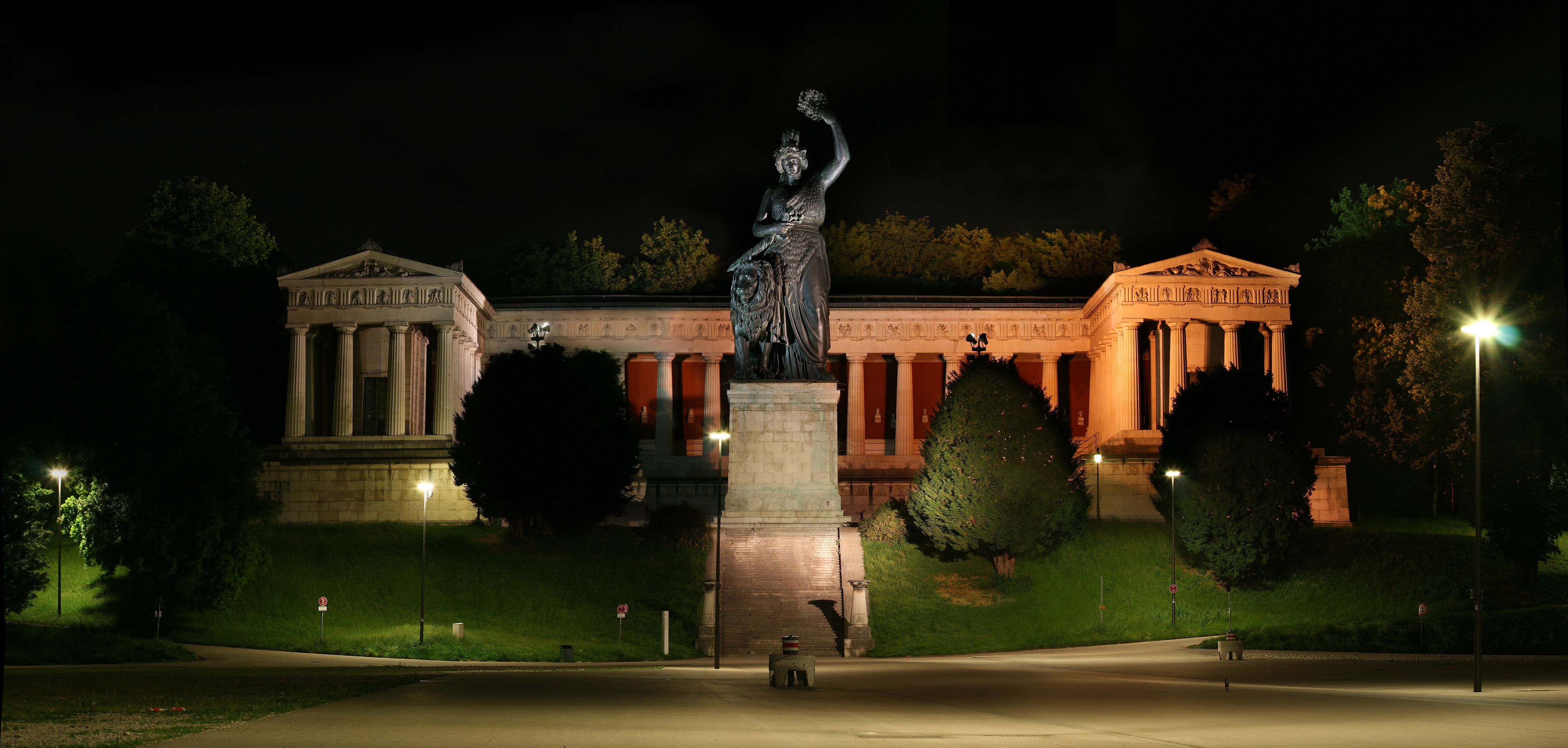
Bavaria i Ruhmeshalle de nit

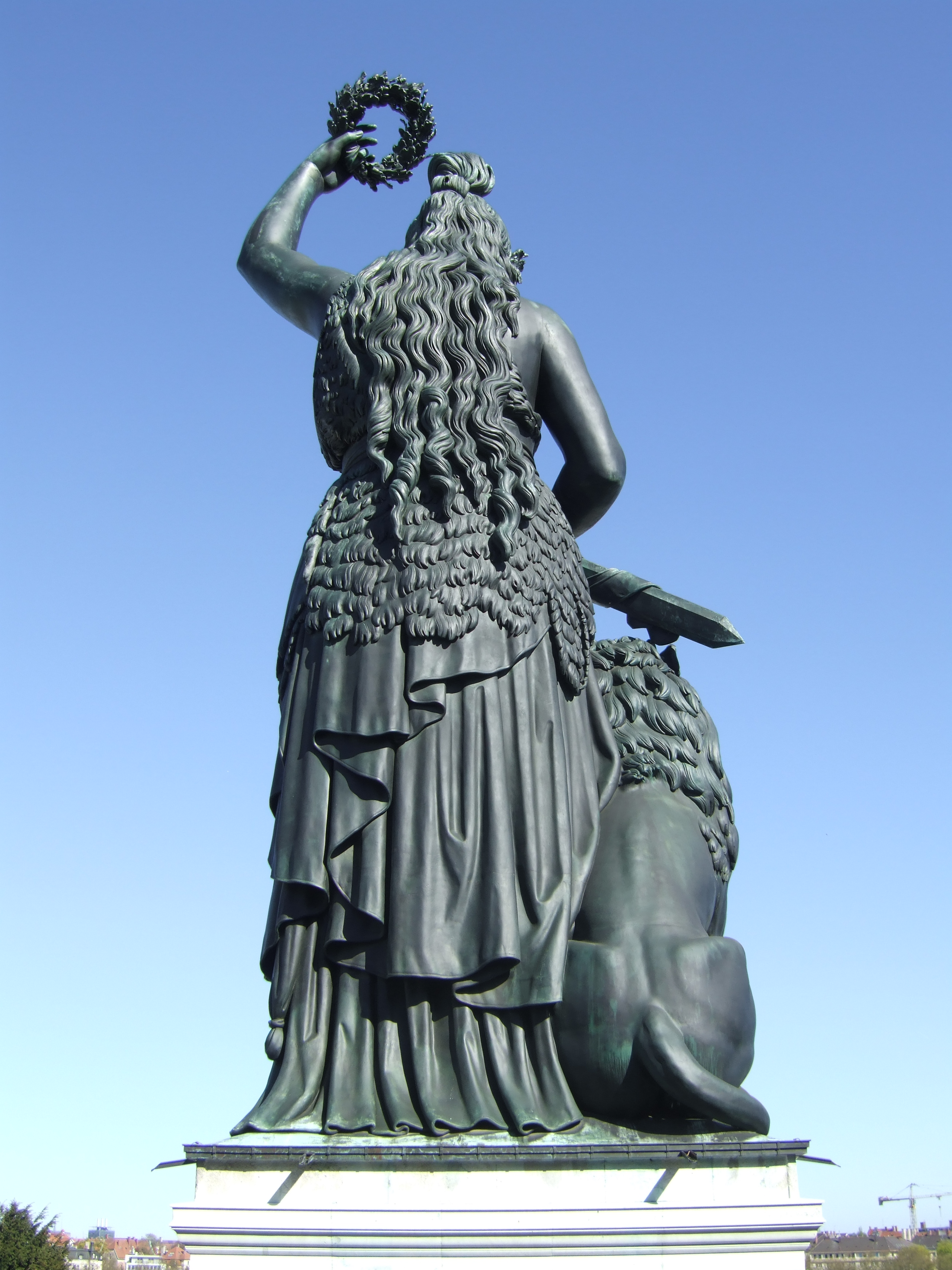
Vista posterior de Bavaria

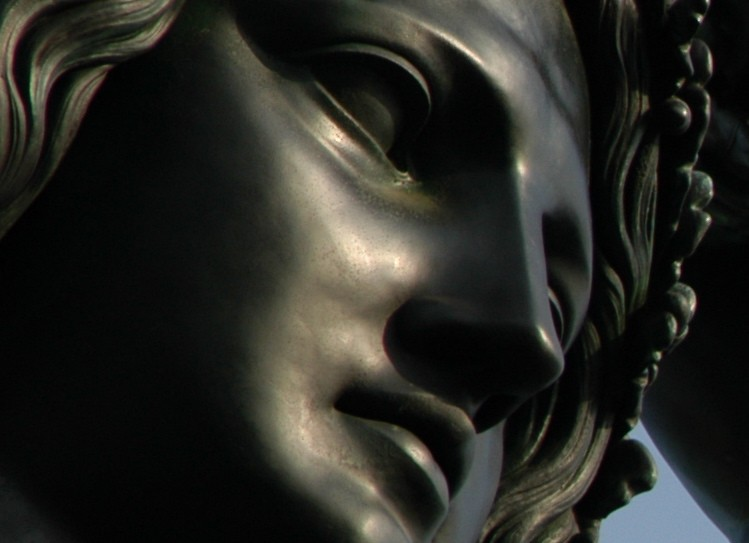
El rostre de Bavaria

Bavaria (nom en llatí de Baviera) és la figura al·legòrica femenina que simbolitza a Baviera. Situada a la Theresienwiese constitueix una unitat figurativa i simbòlica amb la Ruhmeshalle, l'edificació d'ordre dòric amb tres ales.
En les arts plàstiques, l'estàtua colossal en bronze situada en la Theresienwiese de Múnic és la representació més famosa i també la més monumental de Bavaria. Va ser erigida per encàrrec del rei Lluís I de Baviera (1786–1868) en els anys 1843–1850 i constitueix una unitat amb l'edificació de la Ruhmeshalle. Representa una proesa tècnica quant a estàtues de bronze. En el cap de l'estàtua hi ha una plataforma d'observació per a dues persones, accessible per una escala de caragol, que ofereix una espectacular vista del paisatge.

## Context històric
En la joventut del príncep Luis, es manifestaven les ambicions de poder de Napoleó I de França, d'una banda, i d'Àustria, per l'altra. La casa real de Wittelsbach era llavors amb prou feines una joguina dels dos grans poders. I això va prosseguir fins a 1805, en què Napoleó va alliberar a Baviera i va posar en el tron a Maximilià I Josep de Baviera amb el títol de rei. Durant tot aquest temps es van succeir múltiples guerres en terra bavaresa, situació que es va perllongar fins a la batalla de Leipzig en 1813. En aquest context, el príncep hereu Luis pensava sobre una "Baviera de totes les tribus" i d'una "gran nació alemanya". Va imaginar diversos projectes d'edificis i de monuments artístics nacionals representatius. Després del seu ascens al tron en 1825, va manar construir el Valhalla en Ratisbona, la Ruhmeshalle a Múnic i la Befreiungshalle en Kelheim, totes finançades del seu propi pressupost. Amb totes elles va procurar representar una unitat política i artística, única a Alemanya. Somiava a convertir a Múnic en la "Atenes del Isar".

## L'edificació
L'encara príncep hereu va convocar un concurs d'idees en 1833 per a una edificació en la Theresienwiese, que "no podia ser còpia del Walhalla, ni del Partenó", amb la qual cosa se suggeria utilitzar un altre estil arquitectònic o bé un disseny imaginatiu. En els projectes presentats es va plantejar una espècie de lluita entre el classicisme grecoromà i el romanticisme que bevia en l'Edat Mitjana. Finalment, en 1834 es decideix, per motius econòmics, deixar a un costat els projectes de Friedrich von Gärtner, Joseph Daniel Ohlmüller i Friedrich Ziebland, i s'encarrega a Leo von Klenze la construcció de la Ruhmeshalle; del mateix li va impressionar l'estàtua colossal, mai més vista des de l'Antiguitat.

## Altres al·legories de Baviera
Des de fa segles, la Tellus Bavarica constitueix una al·legoria molt freqüent de la "terra bavaresa" i se la hi troba en diverses representacions com escuts, pintures, relleus, accessos a habitatges i com a estàtua. En l'àmbit públic, és àmpliament reconeguda la monumental estàtua de Bavaria de la Theresienwiese. No obstant això, hi ha altres exemples notables. Un molt accessible es troba en el Hofgarten muniquès, en la cúpula del temple de Diana es va col·locar originalment una estàtua de Diana de Hubert Gerhard, que va ser transformada en 1623 per Hans Krumpper en una al·legoria de Baviera mitjançant els atributs que simbolitzaven les riqueses naturals del país. L'original es troba avui en la Residència de Múnic.
En 1773, l'italià Bartolomeo Altomonte va decorar part del monestir barroc de Fürstenzell, a prop de Passau, i va situar a Bavaria al centre del fresc en la Fürstensaal. Està representada com a reina al moment de la coronació per un àngel, envoltada per les al·legories de l'Església, el comerç, l'agricultura i les arts.
Molt singular és la versió de l'al·legoria nacional bavaresa de la pintora Marianne Kürzinger en 1805. En el seu oli "Gallia protegeix a Bavaria" es mostra a una tendra noia vestida en celest, protegida d'una tempesta en els braços de Gàl·lia, mentre el lleó bavarès es llança contra l'adversitat. En la representació es reflecteix l'aliança entre França i Baviera d'aquella època, per protegir-se enfront de l'emperador Francesc I d'Àustria.

Un quart de segle més tard, Peter von Cornelius i altres artistes van decorar les arcades del Hofgarten de Múnic amb una al·legoria de Baviera en forma de fresc. Aquesta pacífica però valenta Bavaria porta una corona i sosté un escut i un ceptre invertit com a símbol de pau. El lleó bavarès l'acompanya, i dominen un paisatge amb muntanyes i valls fluvials.

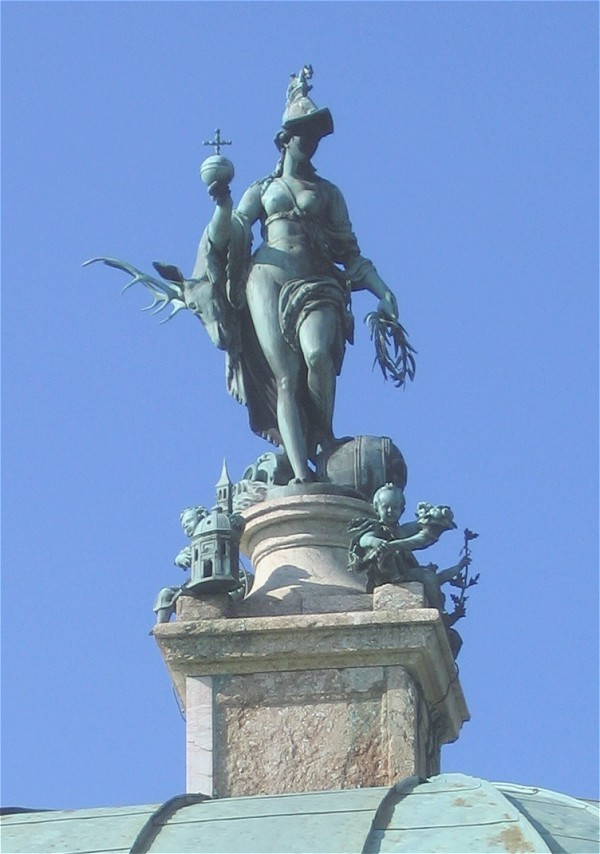
Bavaria en el Temple de Diana, Hofgarten
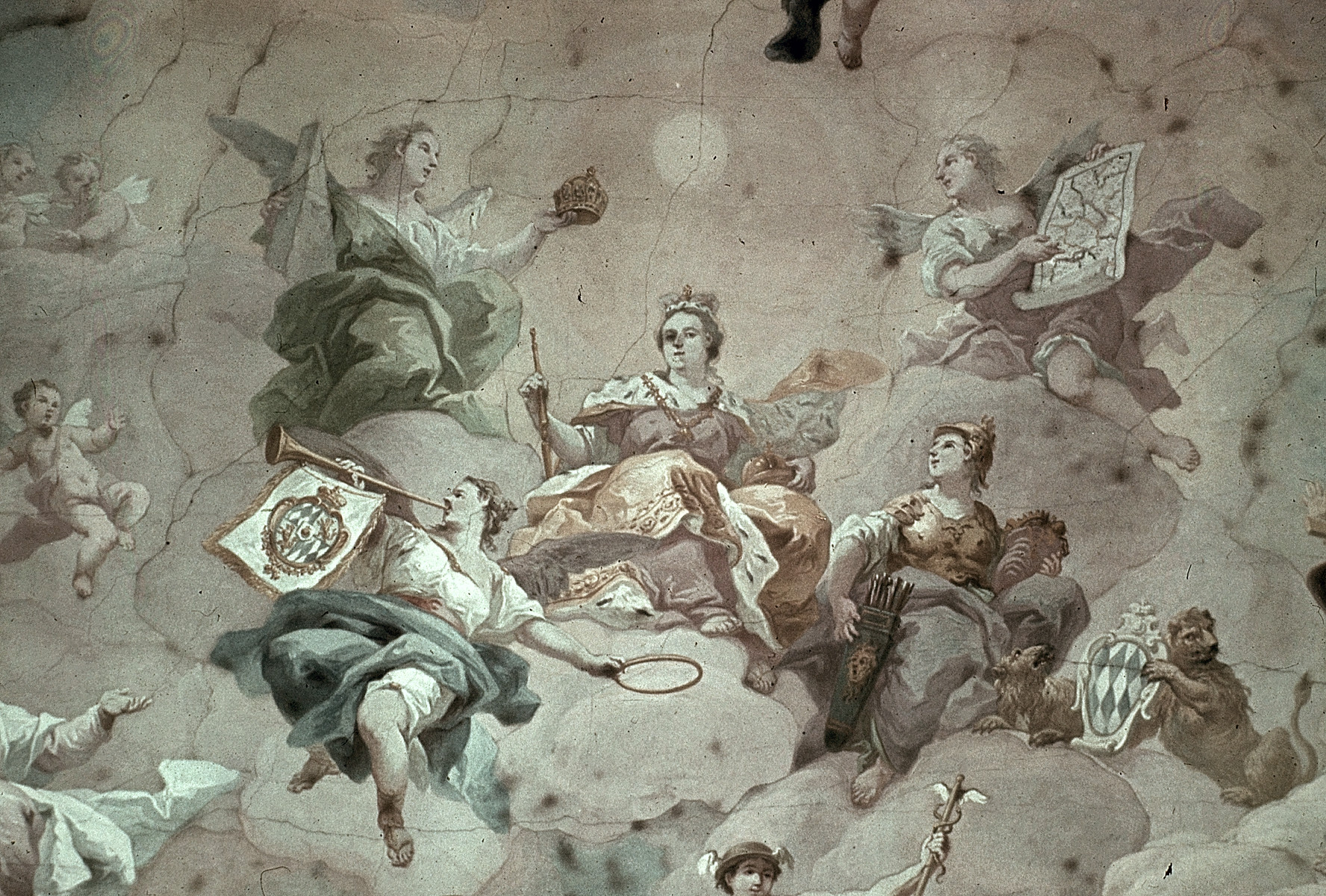
Bavaria en el sostre de la Fürstensaal en el monestir de Fürstenzell, 1773, per Bartolomeo Altomonte
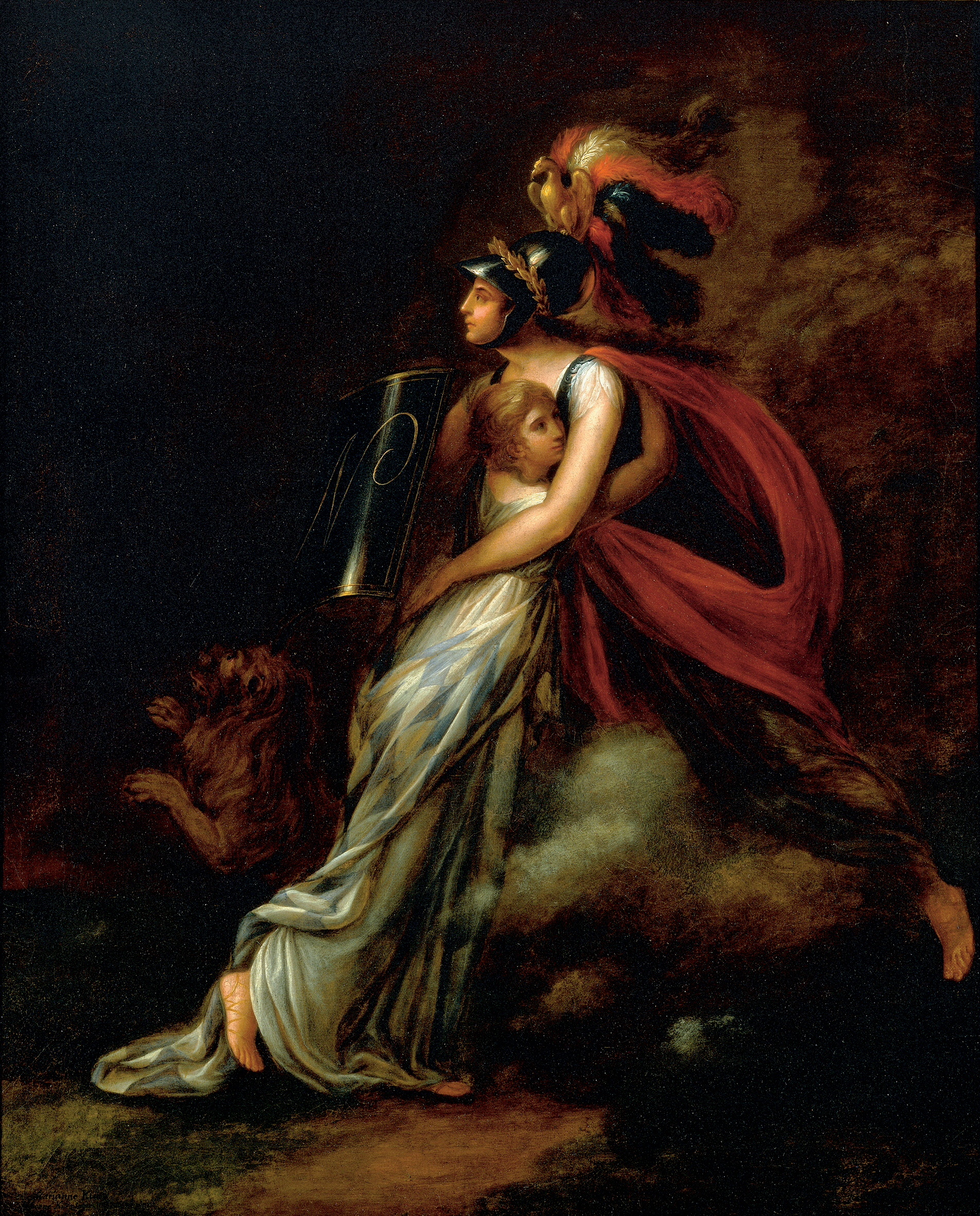
Marianne Kürzinger: "Gallia protegeix a Bavaria"
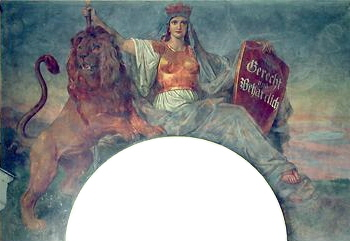
Fresc en les Hofgartenarkaden